# Campeonato de Europa de Béisbol
El Campeonato de Europa de Béisbol es la principal competición entre selecciones nacionales en Europa es organizado por la Confederación Europea de Béisbol (CEB). Desde 1960 tiene lugar cada dos años y ha sido dominada por Holanda e Italia, llegando a disputar estas dos selecciones 16 finales consecutivas entre 1969 y 1999.

## Resultados
| Año           | País Organizador             |                | Campeón        | Subcampeón     | Tercer puesto |
| ------------- | ---------------------------- | -------------- | -------------- | -------------- | ------------- |
| 2023          | · República Checa            | · España       | Reino Unido    | · Países Bajos |               |
| 2021          | · Italia                     | · Países Bajos | Israel         | · Italia       |               |
| 2019          | · Alemania                   | · Países Bajos | · Italia       | · España       |               |
| 2016          | · Países Bajos               | · Países Bajos | · España       | · Italia       |               |
| 2014          | · República Checa · Alemania | · Países Bajos | · Italia       | · España       |               |
| 2012          | · Países Bajos               | · Italia       | · Países Bajos | · España       |               |
| 2010          | · Alemania                   | · Italia       | · Países Bajos | · Alemania     |               |
| 2007 Detalles | · España                     | · Países Bajos | Reino Unido    | · España       |               |
| 2005          | · República Checa            | · Países Bajos | · Italia       | España         |               |
| 2003          | · Países Bajos               | · Países Bajos | · Grecia       | España         |               |
| 2001          | · Alemania                   | · Países Bajos | Rusia          | · Italia       |               |
| 1999          | · Italia                     | · Países Bajos | · Italia       | Francia        |               |
| 1997          | Francia                      | · Italia       | · Países Bajos | España         |               |
| 1995          | · Países Bajos               | · Países Bajos | · Italia       | · Bélgica      |               |
| 1993          | · Suecia                     | · Países Bajos | · Italia       | · Suecia       |               |
| 1991          | · Italia                     | · Italia       | · Países Bajos | España         |               |
| 1989          | Francia                      | · Italia       | · Países Bajos | España         |               |
| 1987          | · España                     | · Países Bajos | · Italia       | España         |               |
| 1985          | · Países Bajos               | · Países Bajos | · Italia       | · Bélgica      |               |
| 1983          | · Italia                     | · Italia       | · Países Bajos | · Bélgica      |               |
| 1981          | · Países Bajos               | · Países Bajos | · Italia       | · Suecia       |               |
| 1979          | · Italia                     | · Italia       | · Países Bajos | · Bélgica      |               |
| 1977          | · Países Bajos               | · Italia       | · Países Bajos | · Bélgica      |               |
| 1975          | · España                     | · Italia       | · Países Bajos | · Alemania     |               |
| 1973          | · Países Bajos               | · Países Bajos | · Italia       | España         |               |
| 1971          | · Italia                     | · Países Bajos | · Italia       | · Alemania     |               |
| 1969          | · Alemania                   | · Países Bajos | · Italia       | España         |               |
| 1967          | · Bélgica                    | · Bélgica      | Reino Unido    | · Alemania     |               |
| 1965          | · España                     | · Países Bajos | · Italia       | · Alemania     |               |
| 1964          | · Italia                     | · Países Bajos | · Italia       | España         |               |
| 1962          | · Países Bajos               | · Países Bajos | · Italia       | España         |               |
| 1960          | · España                     | · Países Bajos | · Italia       | España         |               |
| 1958          | · Países Bajos               | · Países Bajos | · Italia       | · Alemania     |               |
| 1957          | · Alemania                   | · Países Bajos | · Alemania     | · Italia       |               |
| 1956          | · Italia                     | · Países Bajos | · Bélgica      | · Italia       |               |
| 1955          | · España                     | España         | · Bélgica      | · Alemania     |               |
| 1954          | · Bélgica                    | · Italia       | España         | · Bélgica      |               |

## Medallero
| País         | Oro | Plata | Bronce | Total |
| ------------ | --- | ----- | ------ | ----- |
| Países Bajos | 24  | 9     | 1      | 34    |
| Italia       | 10  | 17    | 5      | 32    |
| España       | 2   | 2     | 15     | 19    |
| Bélgica      | 1   | 2     | 6      | 9     |
| Reino Unido  | 0   | 3     | 0      | 3     |
| Alemania     | 0   | 1     | 7      | 8     |
| Grecia       | 0   | 1     | 0      | 1     |
| Israel       | 0   | 1     | 0      | 1     |
| Rusia        | 0   | 1     | 0      | 1     |
| Suecia       | 0   | 0     | 2      | 2     |
| Francia      | 0   | 0     | 1      | 1     |